# کریستی مک
کریستی مک (انگلیسی: Christy Mack؛ زاده ۹ مهٔ ۱۹۹۱) که با نام کریستین مکیندی (به انگلیسی: Christine Mackinday) زاده شد، مدل برهنه، استریپر و بازیگر پورنوگرافی پیشین آمریکایی است.

## فعالیت حرفه‌ای
کریستی مک فعالیت حرفه‌ای خود را به عنوان یک مدل تتو آغاز کرد. در کنار عکس‌برداری برای مجله‌ها، او همچنین فیلم‌ها و عکس‌هایی برای وبسایت‌هایی مثل برزرز و بنگ بروز نیز تهیه می‌کرد.

## زندگی شخصی
مک پیشتر با وار ماشین رابطه داشت. در تاریخ ۸ اوت ۲۰۱۴ گزارش شد که او و یک مرد دیگر مورد حمله وار ماشین در منزل مک در لاس وگاس قرار گرفته و به بیمارستان منتقل شده‌اند. در بیمارستان در مک ۱۸ استخوان، دماغ، چند دندان و یک دنده شکسته، کبد پاره و یک کبودی بسیار عمیق در ران که تا چندین هفته وی را از راه رفتن بازداشت، تشخیص داده شد.